# 半路情缘
《半路情缘》（英語：Bent）是Tad Quill所创作的美国情景喜剧，该片由单镜头设置拍摄，由NBC的Universal Television制作部门制作。本片于于2012年3月21日至4月4日在NBC播出。